# DAT
Digital Audio Tape (DAT sau R-DAT) este un format audio digital de înregistrare și reproducere dezvoltat de Sony prezentat în anul 1987.